# Соколов Юрій Михайлович (футболіст)
Юрій Михайлович Соколов (рос. Юрий Михайлович Соколов нар. 9 лютого 1929, Москва, СРСР — пом. 8 липня 2008, Москва, Росія) — радянський футболіст та тренер.

## Життєпис
Вихованець юнацької команди московського заводу «Червоний пролетарій». За свою кар'єру виступав в радянських командах ВМС, «Спартак» (Калінін), «Спартак» (Москва), «Торпедо» (Москва), «Авангард» (Харків). Всього в елітній лізі радянського футболу провів 95 матчів, у тому числі за харківську команду — 58.

По завершенні кар'єри гравця був тренером «Торпедо-клубна» (Москва).

## Досягнення
- Чемпіонат СРСР
  -  Срібний призер (1): 1957